# Herb Nieszawy
Herb Nieszawy – jeden z symboli miasta Nieszawa w postaci herbu.

## Wygląd i symbolika
Herb przedstawia w czerwonym polu herbowym orła srebrnego w koronie złotej, z głową zwróconą w prawo, trzymającego w szponach rybę srebrną, odwróconą grzbietem do dołu. Dziób, język i szpony orła – złote.

## Historia
Herb z wizerunkiem orła na rybie widnieje na pieczęciach miejskich począwszy od XV wieku. Herb taki widnieje w Albumie Heroldii Królestwa Polskiego. Herb został zatwierdzony przez Ministra Spraw Wewnętrznych w 1936 roku.